# Italo Balbo
Italo Balbo (Ferrara, 6 de juny de 1896 - Tobruk, 28 de juny de 1940) va ser un polític, militar i aviador italià, ministre de l'aeronàutica i governador de Líbia.

## Biografia

### Abans de laPrimera Guerra Mundial
Italo Balbo va néixer a Quartesana, frazione del municipi de Ferrara, el 6 de juny 1896, fill de Camillo Balbo i de Malvina Zuffi, tots dos professors. El pare és d'origen piemontès, mentre que la seva mare és de la Romanya. És una família burgesa on regna el respecte absolut per la monarquia i per l'exèrcit.
Des del seu naixement, la família viu a Ferrara. El jove Balbo participa activament en les discussions polítiques que tenen lloc al cafè Milano, seu de les dialèctiques entre monàrquics i republicans. En família, els contrasts s'accentuen perquè Balbo, fervent republicà s'enfronta la ideologia del seu pare. El 1911, fuig de casa per unir-se a l'expedició militar organitzada per Ricciotti Garibaldi que ha d'alliberar Albània del control de Turquia. No aconsegueix participar en l'expedició, bloquejat per la policia que el seu pare ha previngut. El 1914, participa en una manifestació intervencionista a Milà, on coincideix amb Benito Mussolini. Balbo arriba a ser guàrdia personal de Cesare Battisti durant les reunions hagudes a favor de la intervenció en la guerra.

### La Primera Guerra Mundial
Durant la Primera Guerra mundial, és destinat al 8è regiment alpí. Promocionat a sotstinent, el 16 d'octubre de 1917, deixa el batalló perquè és destinat al dipòsit aeronàutic de Torí per a un curs de pilotatge, la seva gran passió. Però a causa d'una ofensiva austro-alemanya, és obligat tornar al front. El 1918, al comandament de la unitat d'assalt del batalló Pieve di Cadore, participa en l'ofensiva sobre el Monte Grappa que allibera la vila de Feltre. Gràcies a aquestes accions militars, és anomenat capità i obté una medalla de bronze i dues de plata. Després de la guerra, estudia a Florència, on es diploma en ciències socials, i torna a la seva ciutat per treballar com a empleat de banca.

### Adhesió al feixisme
Després d'una joventut proper a les idees republicanes de Mazzini i la freqüentació de la lògia maçònica Savonarola de Ferrara, Balbo, després de la guerra, s'adhereix al feixisme i esdevé ràpidament secretari de la federació feixista de Ferrara. Comença a organitzar bandes de esquadristes i forma el seu propi grup anomenat Celibano, com la seva beguda preferida. Per compte dels terratinents, el grup organitza expedicions punitives, entre d'altres, en les vagues que fan els comunistes, els socialistes i les organitzacions camperoles de Portomaggiore, Ravenna, Mòdena i Bolonya. El grup es permet fins i tot saquejar el castell dels Este a Ferrara.
L'agost de 1922, és present a les barricades de 1922 a Parma per ordre de Benito Mussolini en substitució de Roberto Farinacci per oposar-se als Arditi del Popolo.
L'octubre de 1922, forma part del quadrumviri de la marxa sobre Roma, amb Emilio De Bono, Cesare Maria De Vecchi i Michele Bianchi. El 1923, és acusat de ser còmplice en l'homicidi d'un sacerdot antifeixista, don Giovanni Minzoni, a Argenta però és absolt de totes les acusacions. (El procés es va repetir el 1947 i el tribunal de Ferrara l'absoldrà de nou). El 1924 és comandant general de la milícia dels voluntaris per a la seguretat nacional i sotssecretari de l'economia nacional el 1925.

### La passió per volar
El 6 de novembre de 1926, és designat secretari d'estat d'aviació i organitza l'aeronàutica reial (Regia Aeronautica). El 19 d'agost de 1928, esdevé mariscal de les forces aèries i el 12 de setembre de 1929, ministre de l'Aviació. Té només 33 anys i és llavors el ministre europeu més jove.
Balbo realitza dos vols transatlàntics, el primer del 17 de desembre de 1930 al 15 de gener de 1931, amb catorze hidroavions Savoia-Marchetti Siai S 55 TA, sortint d'Orbetello cap a Rio de Janeiro, al Brasil. El 15 de gener, onze dels catorze hidroavions arribaven a destí després de set etapes i 61 hores i mitja de vol efectiu. Els avions que no van arribar van patir accidents de diversa gravetat, comptabilitzant un total de 5 víctimes mortals. Tot i això, el balanç de la travessia va ser positiu i les tripulacions van ser rebudes triomfalment pel president de Brasil Getúlio Vargas.
Des de l'1 de juliol fins al 12 d'agost de 1933, va conduir la travessia de 25 hidroavions de la versió millorada, el S55 X en un vol d'anada i tornada de Roma a Chicago; la travessia arriba al continent americà per Cartwright al Canadà, després Montreal i finalment Chicago, on tenia lloc l'Exposició Universal Century of Progress.
El governador d'Illinois, l'alcalde i la ciutat donen als aviadors una acollida triomfal, es dona el nom d'un carrer a Balbo que encara existeix a prop del llac Michigan, la Balbo avenue. Els Sioux presents a l'Exposició de Chicago el designen cap indi amb el nom de cap de les àguiles volants . En aquesta època les relacions entre Itàlia i els Estats Units són cordials i una empresa d'aquest tipus era molt seguida i considerada com extraordinària.
El vol de tornada s'inicia el 19 de juliol i passa per Nova York on s'organitza en el seu honor una gran desfilada. És el segon italià després d'Armando Diaz a ser aclamat pels carrers de Nova York, on una de les avingudes és rebatejada Balbo. El president Roosevelt el rep com a convidat. El 12 d'agost arriben 23 dels 25 aparells inicials a Ostia Lido on l'esperava Mussolini, qui l'endemà el designaria mariscal de l'Aire. Després d'això, la paraula balbo s'utilitza per descriure qualsevol formació de grup d'avions.

### Líbia
Més tard el mateix any, Mussolini li dona al nou mariscal de l'Aire el càrrec de ministre de l'Aeronàutica i l'exclou del govern, li confia el càrrec de governador general de Líbia on s'instal·la el gener de 1934. En el mateix moment en què gaudeix de la màxima popularitat, Balbo atreu les enemistats al si del partit per gelosia i pel seu comportament. A Líbia, va realitzar projectes d'obres públiques i la construcció de xarxes de carretera, en particular la carretera litoral que voreja el Mediterrani (centenars de quilòmetres), que en el seu honor es va dir via Balbia. Intenta atreure colons italians i segueix una política d'integració i de pacificació amb les poblacions musulmanes.
El Regne d'Itàlia s'annexionà la Líbia italiana el 1939. Després la invasió alemanya de Polònia el setembre de 1939, Balbo, de visita a Roma, expressa de manera repetida el seu descontentament i la seva preocupació per a l'aliança amb Alemanya i per a la política seguida per Mussolini en afers interns i en la política internacional. De fet, les seves dissensions amb el Duce havien augmentat des de 1938 quan en diverses ocasions, va manifestar la seva contrarietat a les promulgacions de les lleis racials.

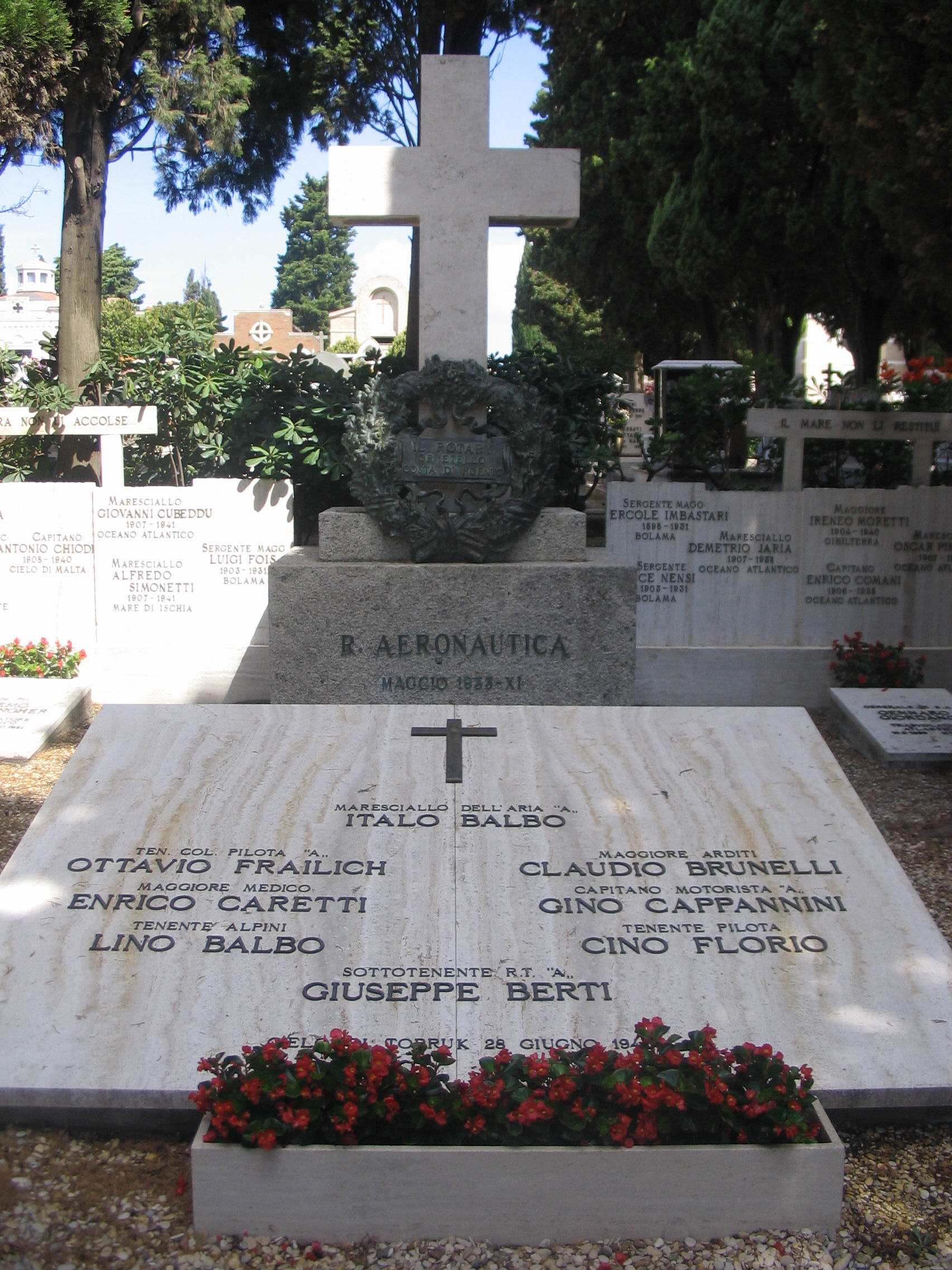
La tomba a Orbetello

### La mort
El 28 de juny de 1940, Italo Balbo mor mentre tornava d'un vol de reconeixement sobre Tobruk, en ser el seu avió (un Savoia-Marchetti S.M.79) confós amb un aparell britànic, sent abatut per un canó antiaeri italià. L'endemà del butlletí de les forces armades dona l'informe següent:
El dia 28, volant al cel de Tobrouk, durant una acció de bombardeig enemic, l'aparell pilotat per Italo Balbo es precipita en flames. Italo Balbo i els membres de la tripulació han mort. La bandera de les Forces Armades d'Itàlia s'inclina en senyal d'homenatge i d'alt honor en memòria d'Italo Balbo, voluntari alpí en la guerra mundial, Quadrumviro de la Revolució, aviador de l'Oceà, Mariscal de l'Aire caigut al lloc de combat, 
La tripulació es componia d'Ottavio Frailich, Enrico Caretti, Lino Balbo, Claudio Brunelli, Nello Quilici, Gino Cappannini, Cino Florio i Giuseppe Berti.
L'endemà, un avió anglès llença en paracaigudes sobre el camp italià un bitllet en nom de l'exèrcit anglès:
Les forces britàniques expressen les seves més sinceres condolences per a la mort del Mariscal de l'Aire Italo Balbo, un gran  condottiere (soldat italià) i un valerós aviador a qui coneixia personalment i que el destí ha posat al camp advers....Air Officer-Commander-in-Chief British Reial Aire Force...Sir Arthur Laymore
El govern de Roma va sostenir que l'incident va ser d'un tret amic, però la vídua de Balbo, Emanuela Florio, va denunciar un assassinat intencionat de Mussolini.

## Els comentaris dels contemporanis
- Benito Mussolini, en el moment dels dies foscos de la República Social italiana dirà :

"Un bell alpí, un gran aviador, un autèntic revolucionari. L'únic que hauria estat capaç de matar-me".
- Galeazzo Ciano el 29 de juny anotarà al seu diari:

"Balbo no mereixia aquest final, era exuberant, agitat, li agradava la vida sota totes les seves formes. […] no havia volgut la guerra i s'hi havia oposat fins al final. […] El record de Balbo restarà molt de temps en l'esperit dels italians, perquè era sobretot, un italià amb els seus grans defectes i les grans qualitats de la nostra raça".

## Condecoracions
- Gran Creu de Cavaller de l'Orde de Sant Maurici i Sant Llàtzer
- Gran Creu de Cavaller de l'Orde de la Corona d'Itàlia
- Gran Creu de Cavaller de l'Orde Colonial de l'Estrella d'Itàlia
- Medalla d'Or al Valor Militar (28 de juny de 1940)
- Medalla de Plata al Valor Militar (2)
- Medalla de Bronze al Valor Militar
- Creu al Mèrit de Guerra (2)
- Medalla del combatent voluntari
- Medalla commemorativa de la guerra italo-austriaca 1915-18 (4 anys de campanya)
- Medalla commemorativa de les operacions militars a l'Àfrica Oriental Italiana 1935-36 (insígnia de combatent)
- Medalla commemorativa de l'Expedició a Fiume
- Medalla commemorativa de la Travessia Aèria de la Dècada
- Medalla commemorativa de la Unitat d'Itàlia 1848-1918
- Medalla commemorativa italiana de la Victòria de 1918
- Medalla Commemorativa de la Marxa sobre Roma
- Creu per l'antiguitat al servei a la Milícia Voluntària de Seguretat Nacional